# Haplomaro
Haplomaro denisi és una espècie d'aranya araneomorfa de la subfamília Erigoninae, dins de la família Linyphiidae. És l'únic membre del gènere monotípic Haplomaro.
Fou descrit per primera vegada per F. Miller l'any 1970,

## Distribució
És un endemisme d'Angola.